# Letter to Evan
Letter to Evan è un album dal vivo del musicista statunitense Bill Evans, pubblicato postumo nel 1994.

## Tracce
1. Emily (Johnny Mandel, Johnny Mercer) - 5:33
2. Days of Wine and Roses (Henry Mancini, Mercer) - 8:25
3. Knit for Mary F. (Bill Evans) - 6:07
4. Like Someone in Love (Johnny Burke, Jimmy Van Heusen) - 7:06
5. Your Story (Evans) - 3:56
6. Stella by Starlight (Ned Washington, Victor Young) - 8:26
7. My Man's Gone Now (George Gershwin, Ira Gershwin, DuBose Heyward) - 6:07
8. Letter to Evan (Evans) - 8:03

## Formazione
- Bill Evans - piano
- Marc Johnson - basso
- Joe LaBarbera - batteria